# Soul Legend
『Soul Legend』（ソウル・レジェンド） は鈴木雅之の初のカバーアルバム。

## 解説
鈴木としては初の洋楽カバーアルバム。マーヴィン・ゲイ、ダニー・ハザウェイ、ボビー・ヘブとソウル&ジャズの名曲をカバー。楽曲は自らがセレクトし、ニューヨークにてレコーディング。
4年ぶりのオリジナルアルバム『Tokyo Junction』と同時発売。同年12月5日、両作ともにSACD化された。
本作と「Tokyo Junction」を引っ提げた全国ツアー「taste of MARTINI TOUR 2002 "Soul Junction"」を2002年2月9日から全35公演開催された。

## 収録曲
1. Interlude〜episode1〜（Pride And Joy）
2. Sunny
作詞・作曲：ボビー・ヘブ、編曲：デヴィッド・マシューズ
3. Too Young
作詞：シルヴィア・ディー、作曲：シドニー・リップマン、編曲：デヴィッド・マシューズ
4. A Song For You
作詞・作曲：レオン・ラッセル、編曲：デヴィッド・マシューズ
5. Interlude〜episode2〜（Oh Girl）
6. Crying In The Chapel
作詞・作曲：アーティ・グレン、編曲：デヴィッド・マシューズ
7. My Funny Valentine
作詞：ロレンツ・ハート、作曲：リチャード・ロジャース、編曲：デヴィッド・マシューズ
8. This Christmas
作詞・作曲：ダニー・ハサウェイ、ナディーン・マッカイナー、編曲：デニス・マーティン
9. Interlude〜episode3〜（A Song For You）
10. Me And Mrs.Jones
作詞・作曲：ケニー・ギャンブル、カーリー・ギルバート、レオン・ハフ、編曲：デニス・マーティン
11. Time Of The Season
作詞・作曲：ロッド・アージェント、編曲：デニス・マーティン
12. Pride And Joy
作詞・作曲：マーヴィン・ゲイ、ノーマン・ホィットフィールド、ウィリアム・スティーブンソン、編曲：デニス・マーティン
13. A Little Star
作詞：永六輔、英語詞：マーティー・マシューズ、作曲：いずみたく、編曲：デヴィッド・マシューズ